# Wahlen 1900
◄◄ | ◄ | 1896 | 1897 | 1898 | 1899 | Wahlen 1900 | 1901 | 1902 | 1903 | 1904 | ► | ►►

Weitere Ereignisse
Folgende Wahlen fanden im Jahre 1900 statt:
- Parlamentswahl in Norwegen 1900
- vom 23. Oktober bis 24. November die Britischen Unterhauswahlen 1900
- am 6. November die Präsidentschaftswahl in den Vereinigten Staaten 1900
- am 7. November die Kanadische Unterhauswahl 1900
- am 25. November Wahlen zum Parlament Portugals
- 12. Dezember 1900 bis 18. Jänner 1901: Reichsratswahl 1901 in Cisleithanien innerhalb Österreich-Ungarns
- im Dezember die Landtagswahl in Lippe 1900